# كميات ضئيلة
كميات ضئيلة: التوحد والزئبق والحقيقة المخفية هو فيلم سيرة ذاتية مناهض للتطعيم لعام 2014 من تأليف إريك جلادن، الذي يدعي أنه تعرض للتسمم بالزئبق بعد تلقي لقاح الكزاز. ويعرض في الفيلم تحقيقه حول سبب حالته، ويجادل بضرورة تصنيع اللقاحات بدون زئبق، ويدعي أن محتوى الزئبق والألومنيوم في اللقاحات مرتبط بالتوحد، وهو ادعاء مخالف للإجماع العلمي. يشكك الفيلم في مقال صحفي نُشر عام 2011 والذي وصف العلاقة بين اللقاح والتوحد بأنها " الخدعة الطبية الأكثر ضررًا في المائة عام الماضية".
تم الترويج للفيلم من قبل المشاهير بما في ذلك روبرت إف كينيدي جونيور. وتم تسويقه من خلال "عروض بوتيك" مستهدفة للمشاهير المعروفين بتعاطفهم مع قضية مكافحة التطعيم، بما في ذلك جيم كاري، وإد بيجلي، الابن، وبوب سيرز، ويُنسب إليه الفضل في إلهام كاري "انهيار تويتر" بعد إقرار مشروع قانون مجلس الشيوخ في كاليفورنيا رقم 277، الذي أزال إعفاءات المعتقدات الشخصية من متطلبات التطعيم. كما تم استخدامه من قبل روبرت إف كينيدي جونيور في جهود الضغط التي قام بها والتي تستهدف المشرعين في ولاية أوريغون الذين يمكنهم التأثير على مشروع قانون مجلس الشيوخ في ولاية أوريغون 442، والذي سعى إلى إزالة إعفاءات المعتقدات الشخصية من متطلبات التطعيم، ولكن تم سحبها لاحقًا.